# Glochidion namilo
Glochidion namilo là một loài thực vật có hoa trong họ Diệp hạ châu. Loài này được Guillaumin mô tả khoa học đầu tiên năm 1937.